# Amalka (Polonia)
Amalka [Unˈmalka] (en alemán: Amalienthal) es un pueblo ubicado en el distrito administrativo de Gmina Sulęczyno, dentro del Condado de Kartuzy, Voivodato de Pomerania, en Polonia del norte. Se encuentra aproximadamente a 6 kilómetros (4 mi) del noreste de Sulęczyno, a 27 kilómetros al oeste de Kartuzy, y a 55 kilómetros al oeste de la capital regional Gdansk.
Para detalles de la historia de la región, ve Historia de Pomerania.
El pueblo tiene una población de 210 habitantes aproximadamente.